# Seznam grških pesnikov
Seznam grških pesnikov.

## A
- Tellos Agras - Alkaj -  Alkman - Anakreon - Arhestrat - Arhiloh - Georgios Athanasiadis-Novas

## B
- Bakhilid -

## D
- Kiki Dimoula -

## E
- Odiseas Elitis - Costas Evangelatos - Ezop -

## F
- Ferekrat -

## G
- Nikos Gatsos -

## H
- Konstandinos Hatzopulos - Heziod - Homer -

## K
- Kalimah - Konstantinos Kavafis - Nikos Kazantzakis - Vitsentzos Kornaros - Dimitris Kraniotis

## L
- Andreas Laskaratos -

## M
- Jean Moréas -

## P
- Kostis Palamas -  Pindar -

## R
- Alexandros Rizos Rangavis - Yiannis Ritsos -

## S
- Sapfo - Giorgos Seferis - Aloe Sideri - Angelos Sikelianos - Dionysios Solomos - Stesihor -

## T
- Teokrit - Giannis Theodorakis

## V
- Aristotelis Valaoritis - Ioannis Vilaras - Nikiforos Vrettakos (1912-1991)